# A Nice Pair
A Nice Pair je třetí výběrové album anglické skupiny Pink Floyd. V USA vyšlo 8. prosince 1973, ve Spojeném království 18. ledna 1974. V britském žebříčku prodejnosti hudebních alb se umístilo nejlépe na 21. místě.
Jedná se o dvojalbum vydané po úspěchu alba The Dark Side of the Moon a složené ze znovu vydaných prvních dvou desek skupiny. Původní album The Piper at the Gates of Dawn tvoří první disk A Nice Pair, A Saucerful of Secrets disk druhý. A Nice Pair má odlišný obal (od Hipgnosis), skladby jsou ale uspořádané stejně jako na původních albech. Existují ale rozdíly mezi americkým a britským vydáním. Americká verze napři obsahuje živou koncertní verzi skladby „Astronomy Domine“ z alba Ummagumma, o něco kratší „Interstellar Overdrive“, či odlišný mix „Flaming“. Album A Nice Pair nikdy nevyšlo na CD.

## Seznam skladeb
Britské vydání
Všechny skladby napsal(i) Syd Barrett, vyjma těch, kde jsou uvedeni autoři. 
| Strana 1 (The Piper at the Gates of Dawn) | Strana 1 (The Piper at the Gates of Dawn) | Strana 1 (The Piper at the Gates of Dawn) | Strana 1 (The Piper at the Gates of Dawn) |
| Pořadí                                    | Název                                     | Autor                                     | Délka                                     |
| ----------------------------------------- | ----------------------------------------- | ----------------------------------------- | ----------------------------------------- |
| 1.                                        | Astronomy Domine                          |                                           | 4:14                                      |
| 2.                                        | Lucifer Sam                               |                                           | 3:07                                      |
| 3.                                        | Matilda Mother                            |                                           | 3:08                                      |
| 4.                                        | Flaming                                   |                                           | 2:46                                      |
| 5.                                        | Pow R. Toc H. (instrumentální)            | Barrett, Waters, Wright, Mason            | 4:26                                      |
| 6.                                        | Take Up Thy Stethoscope and Walk          | Waters                                    | 3:05                                      |

| Strana 2 | Strana 2                                | Strana 2                       | Strana 2 |
| Pořadí   | Název                                   | Autor                          | Délka    |
| -------- | --------------------------------------- | ------------------------------ | -------- |
| 1.       | Interstellar Overdrive (instrumentální) | Barrett, Waters, Wright, Mason | 9:41     |
| 2.       | The Gnome                               |                                | 2:13     |
| 3.       | Chapter 24                              |                                | 3:42     |
| 4.       | Scarecrow                               |                                | 2:11     |
| 5.       | Bike                                    |                                | 3:21     |

| Strana 3 (A Saucerful of Secrets) | Strana 3 (A Saucerful of Secrets)         | Strana 3 (A Saucerful of Secrets) | Strana 3 (A Saucerful of Secrets) |
| Pořadí                            | Název                                     | Autor                             | Délka                             |
| --------------------------------- | ----------------------------------------- | --------------------------------- | --------------------------------- |
| 1.                                | Let There Be More Light                   | Waters                            | 5:38                              |
| 2.                                | Remember a Day                            | Wright                            | 4:33                              |
| 3.                                | Set the Controls for the Heart of the Sun | Waters                            | 5:28                              |
| 4.                                | Corporal Clegg                            | Waters                            | 4:13                              |

| Strana 4       | Strana 4                                | Strana 4                       | Strana 4 |
| Pořadí         | Název                                   | Autor                          | Délka    |
| -------------- | --------------------------------------- | ------------------------------ | -------- |
| 1.             | A Saucerful of Secrets (instrumentální) | Waters, Wright, Gilmour, Mason | 11:57    |
| 2.             | See-Saw                                 | Wright                         | 4:36     |
| 3.             | Jugband Blues                           |                                | 3:00     |
| Celková délka: | Celková délka:                          | Celková délka:                 | 79:19    |